# 宮館貞一

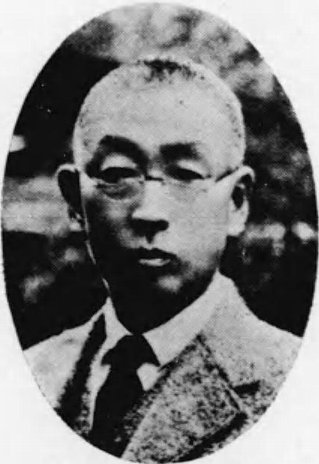
宮館貞一

宮館 貞一（みやだて ていいち、1870年（明治3年）7月 - 1933年（昭和8年）10月26日）は、朝鮮総督府官僚。青森県弘前市長。

## 経歴
青森県弘前市出身。東奥義塾を経て、1891年（明治24年）に東京法学院（現在の中央大学）を卒業した。1895年（明治28年）、自由新聞社に入社し、翌年に警視庁警部となり、同外事係長となった。1906年（明治39年）、統監府に転じ、理事庁警視となった。朝鮮総督府警務総監部庶務課長、朝鮮総督府事務官、群山府尹、平壌府尹、大邱府尹を歴任した。1926年（大正15年）に退官した後は、京城府の英字新聞『セウル・プレス』の社長に就任した。
1930年（昭和5年）7月、弘前市長に選任されたが、1933年8月に病のため辞職した。